# إذا استطعت أن تقرأ عقلي (أغنية)
إذا استطعت أن تقرأ عقلي (بالإنجليزية: If you could read my mind)‏ هي أغنية للمغني وكاتب الأغاني الكندي جوردون لايتفوت، صعدت إلى المركز الأول في قوائم مبيعات الأغاني الكندية عند صدورها في عام 1970، وظهرت أيضًا في العديد من قوائم المبيعات في بلدان أخرى عند الإصدار الدولي في عام 1971.

## جوردن لايتفوت
جوردون ميرديث لايتفوت (ولد في 17 من نوفمبر 1938م) هو مغني وكاتب أغاني كندي. حقق نجاحًا عالميًا في موسيقى الفلكلور والروك الشعبي وموسيقى الريف، وله الفضل في المساعدة في وضع تعريف موسيقى "البوب الشعبي folk-pop" في ستينيات وسبعينيات القرن الماضي، ودائمًا ما يُشار إليه كأعظم كاتب أغاني في كندا أما عالميًا فهو يعتبر أسطورة "الروك الشعبي folk-rock".

## موضوع الأغنية
أفاد لايتفوت أن حادثة طلاقه أدت لإلهامه بكلمات الأغنية، قائلاً إن الكلمات جاءت إليه بينما كان جالسًا في منزل شاغر في تورونتو ذات صيف، بناءً على طلب إبنته، إنغريد، وقام بأداء الأغنية مع تغيير طفيف في الكلمات، وصرح في مقابلة إن صعوبة كتابة الأغاني المستوحاة من حياة المغني الشخصية، تتمثل في أنه لن يستطيع أن يعدل في الكلمات أو يضيف تحسينات غنائية مثل تلك التي إقترحتها إبنته، كانت الأبنة قد إقترحت أن يستبدل المقطع (أحاول فقط فهم المشاعر التي تفتقري إليها)، إلى (أحاول فقط فهم المشاعر التي نفتقر إليها). الأغنية هي واحدة من أكثر الأغاني الشخصية لجوردون لايتفوت، وهو موضوع مشترك في العديد من أغانيه. كتب لايتفوت تعليقات تم طبعها على مجموعة أغانيه التي يتضمنها ألبوم تحت عنوان (كتاب الأغاني Songbook)، يصف الأغنية بأنها «أغنية عن فشل الزواج».

## كلمات الأغنية
إذا كنت تستطيع قراءة عقلي يا حبيبتي If you could read my mind love
يا لها من حكاية يمكن أن تحكيها أفكاري What a tale my thoughts could tell
تماما مثل فيلم قديم Just like an old time movie
عن شبح في بئر الأمنيات About a ghost from a wishing well
في قلعة مظلمة أو حصن قوي In a castle dark or a fortress strong
بسلاسل حول قدمي With chains upon my feet
أنت تعرف أن الشبح هو أنا You know that ghost is me
ولن أتحرر أبدا And I will never be set free
طالما أنا شبح يمكنك رؤيته As long as I'm a ghost you can see
لو إستطعت قراءة عقلك يا حبيبتي If I could read your mind love
يا لها من حكاية يمكن أن تحكيها أفكارك What a tale your thoughts could tell
تماما مثل كتاب ذو غلاف رقيق Just like a paperback novel
النوع الذي يباع في الأسواق The kind the drugstore sells
عندما تصل إلى الجزء الذي فيه أوجاع القلب When you reach the part where the heartaches
سيكون البطل هو أنا Come the hero would be me
غالبًا ما يفشل الأبطال Heroes often fail
ولن تقرأ هذا الكتاب مرة أخرى And you won't read that book again
لأن النهايات صعبة الإحتمال Because the ending's just too hard to take
وأرحل لبعيد مثل نجم سينمائي I walk away like a movie star
يحترق في نص له ثلاث إتجاهات Who gets burned in a three way script
إخترت النص الثاني، حيث ملكة الفيلم Enter number two, a movie queen
تلعب مشهد يخرج كل الأشياء الجيدة بداخلي To play the scene of bringing all the good things out in me
لكن في الوقت الحالي حبيبتي دعينا نكون حقيقيين But for now love lets be real
لم أعتقد أبدا أنه يمكنني التصرف بهذه الطريقة I never thought I could act this way
ويجب أن أقول إنني لا أفهم الأمر And I've got to say that I just don't get it
لا أعرف أين أخطأنا I don't know where we went wrong
لكن المشاعر ذهبت ولا يمكنني إستعادتها But the feelings gone and I just can't get it back
إذا كنت تستطيع قراءة عقلي يا حبيبتي If you could read my mind love
يا لها من حكاية يمكن أن تحكيها أفكاري What a tale my thoughts could tell
تماما مثل فيلم قديم Just like an old time movie
عن شبح في بئر الأمنيات About a ghost from a wishing well
في قلعة مظلمة أو حصن قوي In a castle dark or a fortress strong
بسلاسل حول قدمي With chains upon my feet
ودائما ما تنتهي  القصة The story always ends
وإذا قرأت ما بين السطور And if you read between the lines
ستعرف أنني أحاول فقط أن أفهم You'll know that I'm just trying to understand
المشاعر التي تركتها ورائك The feeling that you left
لم أعتقد أبدا انني يمكن أن أشعر بهذه الطريقة I never thought I could feel this way
ويجب أن أقول إنني لا أفهم الأمر And I've got to say that I just don't get it
لا أعرف أين أخطأنا I don't know where we went wrong
لكن المشاعر ذهبت But the feeling's gone
ولا يمكنني إستعادتها And I just can't get it back

## الإنتاج
أنتج الأغنية ليني وارونكر وجو ويسرت في استوديوهات "سان ويست ريكوردينج ستوديوز Sunwest Recording Studios"، في مدينة لوس أنجلوس بولاية كاليفورنيا، وقام بالتوزيع الكلاسيكي لعزف الكمان الموسيقى نيك ديكارو.

## إصدارات الأغنية
ظهرت هذه الأغنية لأول مرة في ألبوم "إجلس أيها الغريب الصغير Sit Down Young Stranger" عام 1970، ولم يحقق الألبوم نجاحًا تجاريًا، ولكن بعد أن صعدت الأغنية إلى المركز الخامس على قائمة أفضل المبيعات الأمريكية في عام 1971، تم إعادة إصدار الألبوم تحت عنوان "إذا كنت تستطيع قراءة عقلي If you could read my mind"، ليحتل المركز الثاني عشر في قوائم البومات موسيقى البوب. تم تسجيل الأغنية بعد ذلك أكثر من 100 مرة، وتشمل التسجيلات الأخرى تسجيلات كارول بيكر، وغلين كامبل، وذا بيلز، وجوني ماتيس، وليزا مينيلي، وباربرا سترايسند، وآندي ويليامز، كما تم تسجيل موسيقى الأغنية من قبل، هيرب البرت، وجون آربن، وجيمس لاست، وبوس براس، وغيرهم. الأغنية هي جزء من الموسيقى التصويرية من السلسلة الأولى للحلقات الكوميدية "Trigger Happy TV"، وهو عرض كوميدي يضم مكالمات مضحكة ونكات للمشاهير. غنى جوني كاش هذه الأغنية في ألبومه الأخير قبل وفاته " مائة طريق سريع American V: A Hundred Highways.

### فيلم يحمل نفس عنوان الأغنية
تم إصدار فيلم وثائقي كندي يحمل نفس عنوان الأغنية " إذا كنت تستطيع قراءة عقلي If you could read my mind "، من إخراج مارثا كيهو وجوان توسوني في عام 2019، يقدم الفيلم لمحة عن المغني،  ويتضمن وجهة نظر لايتفوت الخاصة في مسيرته المهنية في الموسيقى وإنعكاسات المشاهير الآخرين الذين ألهموه أو تأثروا به، بما في ذلك راندي باكمان وآن موراي وسارة ماكلاشلان وتوم كوكران، وبيرتون كامينغز، وسيلفيا تايسون، وليني وارونكر وأليك بالدوين. عُرض الفيلم لأول مرة في مهرجان هوت دوكس Hotdocs الكندي الدولي للأفلام الوثائقية في عام 2019، وتم ترشيحه لجائزة الشاشة الكندية لأفضل فيلم وثائقي طويل Canadian Screen Awards,في حفل توزيع جوائز الشاشة الكندية الثامن في عام 2020.

## الأغنية على قوائم المبيعات
وصلت الأغنية عند إصدارها عام 1970، إلى المركز الأول في قائمة الأغاني الفردية الكندية، ومع أول تسجيل لها يظهر في الولايات المتحدة، وصلت إلى المركز الخامس في قائمة بيلبورد للأغاني الفردية،  وفي وقت لاحق من نفس العام 1970، وصلت إلى المركز 27 في القوائم الأسترالية، والمركز 30 في بريطانيا، وصعدت الأغنية أيضًا إلى المركز الأول لمدة أسبوع واحد على قائمة بيلبورد للإستماع السهل، وكانت أول إصدارات لايتفوت الأربعة التي وصلت إلى المركز الأول.

### دعوى قانونية للتعدي على حقوق الأغنية
رفع لايتفوت دعوى قضائية ضد مايكل ماسر في عام 1987، وماسر هو مؤلف أغنية ويتني هيوستن "أعظم حب The Greatest Love of All"، مدعيا سرقة 24 مازورة (Bar) من أغنيته «إذا كنت تستطيع قراءة عقلي»، وذلك في جزء أغنية ويتني هيوستن حيث تقول: "قررت منذ وقت طويل ألا أسير في ظل أحد I decided long ago never to walk in anyone's shadow"، ولكن جوردن لايتفوت أسقط الدعوى عندما شعر أن لها تأثيرًا سلبيًا على المغنية هيوستن، وإن كانت الدعوى تتعلق بالكاتب وليس بالمغنية، كما قال إنه لا يريد أن يظن أي مستمع غير مدقق إنه هو الذي سرق لحن مايكل ماسر، وتمت تسوية القضية خارج المحكمة وأصدر ماسر اعتذارًا علنيًا.

### نسخة جديدة للأغنية في فيلم
التقت المجموعة المسماة «نجوم في 54»، والتي تنتهج موسيقى الهاوس وتتكون من ثلاث مغنيات (آمبر وجوزلين انريجز والترا ناتيه)، وإشترك الثلاثة معًا لتسجيل أغنية «إذا كنت تستطيع قراءة عقلي»، لتكون الموسيقى الرئيسية لفيلم بعنوان (54) لعام 1998، الذي قام ببطولته مايك مايرز في دور ستيف روبيل، مالك ملهى «ستوديو 54» الليلي. صعدت هذه النسخة إلى المركز الثالث في قائمة الأغاني الفردية في استراليا وأيضا في كندا، بالإضافة إلى المركز السادس في نيوزيلندا والمركز العاشر في إسبانيا. صنفت قناة الموسيقى الأسترالية الأغنية في المرتبة 675 في قائمتها التي تضم 1000 أغنية رائعة في كل العصور في عام 2012.
نسخ للأغنية نالت التقدير
قام العديد من الفنانين بأداء أغنية «إذا كنت تستطيع قراءة عقلي»، من بين الإصدارات الأكثر شهرة نسخة المغنية «فيولا ويلز» والتي غنتها مع إيقاع راقص سريع عام 1980، وإحتلت المركز الثاني لمدة خمسة أسابيع على قائمة أفضل الأغاني الراقصة. كما تم استخدام الأغنية في الصور المتحركة والعروض التلفزيونية ومنها:
بطل الغلاف العادي Paperback Hero عام 1973
فيلم جرملينز 2، الدفعة الجديدة Gremlins 2: The New Batch عام 1990
فيلم (54) عام 1998
حلقات تلفزيونية لكاميرا خفية Trigger Happy TV
فيلم أرض العجائب (Wonderland) (اللحن الأخير) عام 2003
المسلسل التلفزيوني (قضية هادئة  Cold Case) عام 2005  

## وصلات خارجية
https://www.lightfoot.ca/ إذا استطعت أن تقرأ عقلي (أغنية)
http://gordonlightfoot.com/ إذا استطعت أن تقرأ عقلي (أغنية)
https://www.youtube.com/watch?v=zDeP95PA8ZI إذا استطعت أن تقرأ عقلي (أغنية)